# Sticherus montaguei
Sticherus montaguei är en ormbunkeart som först beskrevs av Robert Harold Compton, och fick sitt nu gällande namn av Takenoshin Nakai. Sticherus montaguei ingår i släktet Sticherus och familjen Gleicheniaceae. Inga underarter finns listade.